# Sirindhornia monophylla
Sirindhornia monophylla là một loài thực vật có hoa trong họ Lan. Loài này được (Collett & Hemsl.) H.A.Pedersen & Suksathan mô tả khoa học đầu tiên năm 2002.